# Vízkereszt, vagy amit akartok
A Vízkereszt, vagy amit akartok (eredeti címen angolul Twelfth Night, or What You Will) a shakespeare-i komédiák sorában az utolsó felszabadult és vidám darab, gyűjteménye, szintézise mindannak, amit Shakespeare korábbi vígjátékaiban kipróbált és sikerre vitt.  Shakespeare ezúttal nem próbálkozott újdonságok kiagyalásával, a már bevált fogások, színházi klisék alkalmazása ugyanis lehetővé tette számára, hogy idejét a nyelv és az ábrázolás finomításának szentelje. A nagy vígjátékok sorát záró Vízkereszt, vagy amit akartok az egyetlen Shakespeare-darab, amelynek többértelmű címe van. Az alcím, „what you will” tucatnyi jelentést hordoz: amit akarsz, amit szeretnél, amit kívánsz, te tudod, ahogy akarod, nekem mindegy. Egyrészt olyan, mintha Shakespeare nem akart volna címet adni a darabnak. Másrészt felhívja a figyelmet a vígjáték kettősségére: a „Twelfth Night”, vagyis a vízkereszt estéje a karácsonyi ünnepségek vége, az önfeledt bolondozás ideje volt, a „will” jelentése pedig többek között a vágy, a szexuális vágy, a szenvedély. A darabban a bolondozás és a szerelem áll egymással szemben, erre is utal a cím.

## Cselekménye
|  | Alább a cselekmény részletei következnek! |

A cselekmény egy hajótöréssel kezdődik: Viola és ikertestvére, Sebastian egyaránt egy ismeretlen országban, Illyriában érnek partot, ám mindketten úgy tudják, hogy a másik meghalt. Viola fiúruhába öltözve („Cesario” néven) Orsino herceg szolgálatába szegődik, míg Sebastian egy tengerész, Antonio pártfogását élvezi. Orsino herceg hiába udvarol Oliviának, a hölgy elhunyt bátyja iránti gyásza olyan mély, hogy senkit sem fogad. Miközben Tóbiás és András, a két nemesúr mulatoznak, Orsino megkéri Violát, hogy udvaroljon helyette Oliviának. Olivia beleszeret a fiúnak hitt lányba, futárt küld utána, hogy vigye el neki a gyűrűjét. A mulatozó nemeseket közben Malvolio, Olivia udvarmestere megfeddi, így elhatározzák, hogy megtréfálják. Viola tovább udvarol Oliviának, a nemesek és Mária, a szobalány, pedig hamis szerelmeslevelet ejtenek el Malvolio előtt, aki emiatt azt hiszi, hogy Olivia őt szereti. Azt is előírják, hogy mit viseljen, ha Oliviához megy. Olivia most már nyíltan epekedik „Cesario” után, Tóbiás pedig elhatározza, hogy „Cesariót” is megtréfálják: összeugrasztják András úrral. Malvolio Olivia elé járul nevetséges öltözékében és összevissza beszél, ezért bolondnak nézik és bezárják. Tóbiás összeugrasztja Andrást és Violát, ám Violát megvédi Antonio, aki őt Sebastiannak nézi. Közben az igazi Sebastiant Olivia „férjül veszi.” Az ötödik felvonásban minden kiderül: Orsino feleségül veszi Violát, Tóbiás Máriát, és Malvolio is kiszabadul a börtönből.
|  | Itt a vége a cselekmény részletezésének! |

## Műfaji besorolása
A klasszikus „romantikus” komédiának minden lényeges eleme megvan ebben a darabban is, ám távolról sem könnyed bohózat a dráma. „A Vízkereszt a veszteség, a szenvedés és a mély zavarodottság kísérteties húrjain játszik, ami a romantikus konvenció finom szépségén át szólal meg, a lírai hangra és a vidám humorra modulálva, olyan illékonyan és megfoghatatlanul, mint egy véletlenül elkapott sóhaj.”  Ez a nyugtalanság végig átlengi a darabot. Rendes komédiákban a fiatal szerelmesek győzedelmeskednek szüleik és uralkodóik ellenében, s felnőtté válásukkal kiveszik a részüket a társadalmi rend újjáteremtéséből. „A Vízkereszt nem követi ezt a sémát. Ebből a darabból hiányzik a felelősségteljes idősebb generáció. […] A beteljesülés minden külső korlátja hiányzik. […] De Illyria kissé kábult lakosai rájönnek, hogy korántsem szabadok. Saját cselekedeteik alkotják a gátakat, mivel legtöbbjük sem önmagát, sem másokat, sem a világot nem ismeri.”  A cselekmény olyan, hogy szinte bármelyik pillanatban tragédiába fordulhat(na).

## A történet eredete és a dráma keletkezése
A Vízkereszt, vagy amit akartok a komédiák közül a legköltőibb és a legzeneibb; az érzelmek lírai kifejezése ebben a darabban magasabb szintre jut, mint korábban bármikor. Míg az Ahogy tetszikben a szárnyaló képzelet romantikus világa elevenedik meg, a Vízkereszt szentimentális darab. Művének forrása Barnabe Riche Apolonius és Sillája (1581), és egy olasz vígjáték, a Gl’Ingannati (1531) volt, ezek azonban csak a szerelmi szál történetéért felelősek; a Malvolio-szálat Shakespeare tette hozzá a darabhoz, mintegy a szerelmi szál megtámogatásaképpen. Ez a nyers komédia valóban színpadszerű, népszerű, „telt házat csinál” már 400 éve, és kiegészíti az arisztokrata szereplők fennkölt világát egy vaskosabb történettel, amely egyben a darab társadalmának képét is árnyalja.
A darab a tudósok szerint 1601-ben keletkezhetett.  Első feljegyzett előadása John Manningham jogászhallgató korabeli naplója szerint 1602. február 2-án volt. Az 1600-as évektől kezdve aztán folyamatosan a köztudatban volt, folyamatosan játszották – már 1618-ban és 1623-ban is újra előadták – és méltán lett az egyik legnépszerűbb Shakespeare-mű a világban és Magyarországon is. „A Vízkereszt mindig népszerűbb volt és sűrűbben jelenhetett meg a színpadon, mint az Ahogy tetszik. Ennek okát nyilvánvalóan abban kell keresnünk, hogy a Vízkereszt cselekménye gazdagabb, szövevényesebb és mindenekfölött mulatságosabb; és hogy alakjai élőbbek, érdekesebbek és vonzóbbak is a testvérjáték figuráinál” – írta Sebestyén Károly.  A korabeli közönség számára nagy mulatságot jelenthettek az akkoriban aktuális eseményekre és ismert személyekre vonatkozó utalások, melyek a darabban rendkívül sűrűn fordulnak elő.
A Vízkereszt népszerűségét a fordulatos történet, a bohózati vidámság és a kitűnő nyelvi megformáltság mellett valószínűleg az is befolyásolta, hogy szövege nagyon jó minőségben maradt ránk. Az 1623-as Fólióban jelent meg először a nagyon pontos, szépen központozott szöveg, amely szokatlanul világos az őskötet más szövegeihez képest. A rövid, mindössze 2500 soros darabban pontosan jelölve vannak a be- és kijövetelek, a színpadi instrukciók is. A vers és a próza aránya 39 és 61%, ezzel a darab az egyik „legprózaibb” Shakespeare-mű. A Vízkereszt a drámai szövegbe ágyazva négy dalt és számos dalrészletet tartalmaz; további érdekesség, hogy három levél is van benne.

## A dráma karakterei
A darab középpontjában Orsino herceg és a gyászoló Olivia grófnő állnak. Mindketten önbecsapás áldozatai. A herceg nagyra van szerelmével és szerelmi kudarcával, és jóleső érzéssel állapítja meg, hogy minden igaz szerelmes olyan, mint ő – miközben többet törődik önmagával, mint szerelmének tárgyával. Személyesen meg sem látogatja Oliviát, küldönccel udvarol neki. A herceg szóhasználatával, stílusával Shakespeare a korabeli urak elcsépelt és modoros szonettjeit neveti ki. Olivia, a fiatal grófnő szintén becsapja önmagát: felveszi a gyászoló hölgy attitűdjét, és ő sem fogja fel, hogy mindennek megvan a maga ideje, nem gyászolnia, hanem házasodnia kellene. Mindketten az időt pocsékolják, Mahood a szellemes „misuser of time” (kb. időpocsékoló) kifejezést használja, mikor róluk beszél.  Olivia a darab folyamán tanul hibáiból, méghozzá a partra vetődött és fiúnak öltözött Viola segítségével.
Ha az Ahogy tetszik „zöld világa” gyógyító erejével segített a szerelmeseknek, a zárt világban játszódó Vízkereszt egy külső „betolakodó” által változik meg. A darab főszereplője, Viola kezdettől tudja, hogy mit akar, és tervéhez hű is marad. Szavai sokak szerint a legszebbek, amit Shakespeare valaha is írt, szerepe pedig „az egyik legszebb Shakespeare-szerep, amelynek hatalmas mélységei vannak. Viola másik énje, Sebastian, jelentéktelen figurának tűnik: rövid kis szerepe van, de fellépése, szerepe nagyon fontos a drámai hatás szempontjából. Sebastian megjelenése egészíti ki a két szerelmi háromszöget négyszöggé. A darab „romantikus” szereplői sorozatosan becsapják magukat és egymást, mindenki mindenkit másnak néz, mint ami, mindenki epekedik valakiért, aki nem is létezik.
Az arisztokrata ködevők között egyetlen ember van, aki tisztán lát: Feste, a „bolond.” A Jaques és Amiens keverékének tűnő okos bolondtól jön a darab legtöbb jó tanácsa: a „sztoikus józan ész szilárd alapján áll” – írja róla Mahood.  Másrészt mindig ő mondja ki a darabban az igazságot: eltávolítja szavak által eltorzított valóságról a leplet, és szembenéz a kényelmetlen valósággal is. Feste, aki lelkiismeretesen alakítja szerepét, és nincsenek illúziói társadalmi hovatartozása felől, a darab egyik legfontosabb karaktere. „Feste melankolikus; érzünk benne valamit, ami arra vall, hogy fárasztja a vidámság, amit a többiek olyan magától értetődően élveznek. Feste a vígjáték általános légkörétől elütő hangulatok kifejezője.”

## A darab „bohózati” része
A darab „vidám” része, a Malvolio-szál, Shakespeare telitalálata. A túlzásba vitt szerelmi mámor kifigurázása mellett a darabnak másik fontos témája a mindenáron való társadalmi felemelkedés vágyának szatirikus ábrázolása.

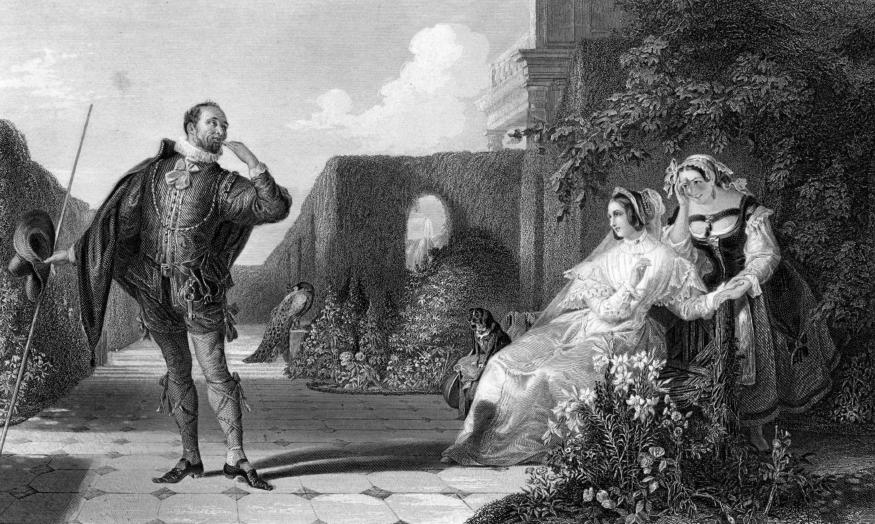
A rászedett Malvolio udvarol Oliviának

Az egyik felfogás szerint az udvarmester nem más, mint egy kifigurázott puritán, egy komor, önimádó, nagyravágyó ember, aki elnyeri méltó büntetését. A másik felfogás viszont tragikus árnyalatokat lát a szatirikusan ábrázolt Malvolio jellemében, aki ugyan kellemetlen figura, de hihetően emberi; egy magányos és elkésett karakter, aki kétségbeesetten szeretne felemelkedni, aki sárga harisnyájával és térdcsokrával egy letűnt világot hozna vissza. Ezáltal válik paródiává. A földhözragadt Mária és Tóbiás csele, a hamis szerelmes levél bizonyítja be azt, hogy ez nem így van. Kisszerű ez a tragédia, de a maga módján mégiscsak tragédia.
Malvolio ellenfele Sir Toby (Tóbiás), a fő-összeesküvő, a vízkeresztkor szokásos népünnepélyek „Lord of Misrule”-ja, bolondkirálya, aki a gondtalan, önfeledt ünneplést, a karnevált – a radikális változást – szimbolizálja az önmegtartóztatás, a böjt erőivel szemben, amit Malvolio képvisel. Toby egyesek szerint kedélyes, életigenlő, vidám figura, aki különféle cselek kieszelésével szórakoztatja magát, de éppen annyira kártékony parazita is, egy letűnt kor ingyenélő képviselője. Társai a mulatságban Keszeg András, a hülyeség határát súrolóan ostoba nemes, és Fábián.

## A magyar fordítások és bemutatók története
Kevés Shakespeare-drámának van annyi magyar fordítása, mint a Vízkeresztnek. Ez a tény a darab népszerűségével magyarázható, amely a legelső, 1879-es előadástól kezdve töretlen. Az Akadémia 1831-es gyűlésén fölvette a lefordítandó drámák közé a Vízkeresztet is, de lefordítására akkor senki sem vállalkozott. A darabról legelőször Vörösmarty írt az Athenaeum hasábjain, 1837-ben. 1843-ban Fekete Soma jelentette meg átültetését Nagy Ignác Színműtárának IV. kötetében, Viola címen. Fordítása erősen rövidített, kizárólag prózában íródott és a darab szentimentális részét helyezi előtérbe; nem annyira fordítás, mint inkább romantikus színezetű átdolgozás. Fordítása hatás nélkül maradt, éppúgy, mint Lemouton Emíliáé, aki 1845-ben, tervezett Shakespeare-összkiadásának negyedik kötetében jelentette meg magyarítását.
Amikor 1845-ben Petőfi, Arany János és Vörösmarty elhatározták, hogy megteremtik a magyar Shakespeare-t, a „Viola” fordítását Petőfi egy levele szerint Vörösmarty vállalta magára. Szándékát nem valósíthatta meg, a darab így feledésbe merült. A Kisfaludy Társaság felhívását követően Lévay József prezentálta átültetését (Viola címmel). Az átdolgozott szöveg a Kisfaludy Társaság összkiadásának XI. kötetében jelent meg a Romeo és Júlia társaságában. A dráma az ősbemutató után (1879. október 26.) a színházak repertoárjának állandó szereplője lett; még az 1930-as években is Lévay szövege hangzott fel a színpadon.
A darab első modern fordítását Radnóti Miklós kezdte el, aki korai haláláig csak az első két felvonást készíthette el. Munkáját Rónay György fejezte be, aki a kontrollszerkesztői megjegyzések feldolgozását is elvégezte. A darabot 1947. május 9-én mutatták be az új fordítás alapján, majd a szöveg az 1948-as Franklin-kiadásban is megjelent. A színpadokon ezt követően ez a fordítás lett a leggyakrabban hallható.
Közel ugyanebben az időben Szabó Lőrinc is megbízást kapott egy új fordítás elkészítésére. Munkája eredményeképpen 1954 elejére végül a színház rendelkezésére állt a teljes szöveg. A bemutató előtt (1954. május 8-án) a költő egy kísérő-verset is írt fordításához, Prológus egy Shakespeare-előadáshoz címmel. A rövid, vidám verset a bolond mondja el az előadás előtt – a darab végén elhangzó dallal párban így mintegy keretbe foglalja a színművet. Szabó Lőrinc fordítása nyomtatásban csak 2004-ben jelent meg.
A Vízkereszt legutóbbi két fordítása Mészöly Dezső és Nádasdy Ádám nevéhez fűződik; Mészöly munkája 1984-ben készült el a Madách Színház számára, szövege az Új magyar Shakespeare című válogatáskötetben jelent meg a Magvető Könyvkiadó gondozásában 1988-ban. Nádasdy 2005-ben fordította újra a darabot a Vidám Színpad számára, Vízkereszt, vagy bánom is én címmel. Jánosházy György eddig elő nem adott fordítása 2003-ban jelent meg Marosvásárhelyen.
Iglódi István utolsó rendezése a Vízkereszt volt, melyet a halála utáni napon mutatott be a szolnoki Szigligeti Színház.